# Burgstall Teufelsstein
Der Burgstall Teufelsstein ist eine abgegangene mittelalterliche Höhenburg oberhalb des sog. „Teufelssteins“ auf 504 m ü. NHN im Nordteil der Gemarkung Faulenberg, einem heutigen Stadtteil von Schillingsfürst im Landkreis Ansbach in Bayern.
Von der ehemaligen Burganlage sind noch Reste von umfangreichen, flachen Wällen und Gräben unbestimmten Alters erhalten.